# Insel der Piraten
Insel der Piraten (Originaltitel: Nate and Hayes) ist ein US-amerikanisch-neuseeländischer Abenteuerfilm aus dem Jahr 1983 mit Tommy Lee Jones.

## Handlung
Der Südpazifik, Mitte des 19. Jahrhunderts: der draufgängerische Schiffskapitän und Freibeuter William Hayes, genannt „Bully“, bestreitet seinen Lebensunterhalt mit Waffenhandel bei den Eingeborenenstämmen verschiedener Inseln. Als er dabei in eine brenzlige Situation gerät, kann er sich zwar kampferprobt befreien, gerät in weiterer Folge allerdings dank seines Rivalen, des Sklavenhändlers Pease, in Gefangenschaft der zuständigen Behörden in Samoa. Zum Tode verurteilt berichtet er in Form einer Rückblende von der sich zugetragenen Handlung:
Seiner offiziell als „Handelsunternehmen“ deklarierten Tätigkeit nachgehend erhält er den Auftrag, das junge Paar Nathanial („Nate“) und Sophie auf eine Insel zu bringen. Sie sind die Kinder zweier dortiger Missionarsfamilien und wollen für ihre gemeinsame Hochzeit nach Hause zurückkehren. Im weiteren Verlauf bahnt sich eine den ganzen Film überdauernde Dreiecksbeziehung an – denn auch Hayes findet Gefallen an Sophie, welche sich ihrerseits nicht zwischen beiden Männern entscheiden kann.
Nachdem Hayes wieder abgelegt hat und das Paar die Trauung beginnt, wird die Zeremonie jäh von Pease und dessen Handlangern gestört. Sie töten die meisten Bewohner, kidnappen etliche Ureinwohner (und letztlich auch Sophie) und legen Feuer auf großen Teilen der Insel.
Nate wird verwundet, überlebt allerdings. Durch ein Missverständnis glaubt er, dass Hayes für den Überfall verantwortlich war, was seinen Hass durch die Eifersucht bezüglich Sophies Avancen zu Bully noch verstärkt. Er verfolgt diesen, muss sich allerdings notgedrungen von ihm helfen lassen, nachdem er auf einer Sandbank gestrandet ist. Hayes gelingt es schließlich, Nate zu überzeugen, dass Pease und nicht er der Verantwortliche ist. Beide Männer raufen sich daher zusammen und machen sich an Sophies Rettung.
Beide stöbern Pease zunächst auf einer weiteren Insel auf, wo dieser die gefangenen Eingeborenen als Sklaven an den deutschen Diplomaten Graf von Rittenberg verkaufen will. Nate und Hayes können Pease Leute zwar letztlich ausschalten, Pease gelingt allerdings mit Sophie die Flucht an Bord des dampfbetriebenen Panzerkanonenboots des Deutschen.
Angesichts einer von Sophie zurückgelassenen Nachricht (sie geht ohne Nates Wissen davon aus, dass dieser auf ihrer Heimatinsel getötet wurde) flammt in Nate die alte Eifersucht wieder auf. Während er mit Hayes die Verfolgung wieder aufnimmt, vereinbaren beide, dass Sophie letztlich entscheiden soll, wen sie zum Mann nimmt.
Als Pease auf einer weiteren Insel Sophie an den dortigen Stammeshäuptling veräußert, will dieser sie umgehend opfern lassen. Dies können Nate und Hayes im letzten Moment verhindern und Sophie befreien. Allerdings werden sie nun von Pease, dem Grafen und dessen überlegenem Kanonenboot verfolgt. Durch eine List gelingt es ihnen allerdings, das Schiff zu entern, die Crew zu überwältigen und von Rittenberg nach einem Fechtduell mit Hayes zur Strecke zu bringen. Schließlich wird auch noch das Kanonenboot sabotiert und zur Explosion gebracht, wodurch auch Pease scheinbar den Tod findet, aber überlebt.
Sophie entscheidet sich schließlich für Nate – und gemeinsam (die Handlung springt nun wieder auf das Todesurteil vom Anfang über) gelingt es ihnen, Hayes vor der Hinrichtung zu bewahren und zu retten, während dieser gleichzeitig Pease endgültig eliminieren kann.

## Hintergrund
- Die Dreharbeiten fanden u. a. auf Urupukapuka Island (Hafen von Samoa), Fidschi und in Neuseeland.
- Der Film wurde zum Kinostart in den USA unter dem Alternativtitel „Savage Islands“ herausgebracht.
- Die Figur des „Bully“ Hayes ist nicht erfunden. Sie basiert auf dem echten William Hayes, eines Ende des 19. Jahrhunderts in der Südsee aktiven Schiffskapitäns und Piratens. Obwohl real noch deutlich skrupel- und rücksichtsloser in seinem Vorgehen, wurde die Figur im Film etwas heroischer dargestellt, um der Definition eines filmreifen Piraten näher zu kommen. Der echte „Bully“ Hayes kam anno 1877 zudem unter recht obskuren Umständen zu Tode, gilt aber bis heute in Neuseeland als eine Art Volksheld.
- Auch die Figur des Rivalen Pease geht auf eine reale Person zurück. Der echte Ben Pease war wie Hayes Schiffskapitän und Sklavenhändler und arbeitete einst sogar mit diesem zusammen. Hayes Flucht vor der Hinrichtung fand in Wirklichkeit mithilfe von Pease statt. Später zerstritten sich beide, worauf Pease um 1870 herum für tot erklärt wurde, seine Leiche aber nie auftauchte. Man vermutet Hayes habe ihn umgebracht.
- Dem Film war kein großer Erfolg beschieden: im Fahrwasser des Blockbusters „Jäger des verlorenen Schatzes“ mitentstanden, befand sich Steven Spielberg zum Drehzeitpunkt bereits in der Produktionsphase des Nachfolgers „Indiana Jones und der Tempel des Todes“. Um nicht parallel mit diesem zu starten, brachte man „Insel der Piraten“ früher heraus – mit mäßigem Erfolg. Kurioserweise gibt es zu Filmbeginn eine Kampfszene auf einer Hängebrücke – einer ähnlichen wie beim Finale von „…Tempel des Todes“. Somit war die Koproduktion faktisch „schneller“ mit dieser Idee.
- Die Art und Weise des Sklavenhandels, welcher Pease im Film bzw. der Hayes und Pease im realen Leben nachgingen, bezeichnet man als Blackbirding.
- Prince Tui Teka, der den (Eingeborenen-)König von Ponape verkörpert, war ein bekannter neuseeländischer Sänger.
- Die Darstellung des deutschen Grafen von Rittenberg, seiner Crew und seines Kanonenboots enthält mehrere Anachronismen:
  - zur Zeit der Filmhandlung (Mitte 19. Jahrhundert) gab es das Deutsche Reich, welches erst 1871 begründet wurde, noch nicht. Somit hätte auch die im Film zu sehende Reichskriegsflagge auf dem Schiff noch nicht existieren dürfen.
  - Deutscher Kolonialismus fand zur Zeit der Filmhandlung zwar bereits statt, allerdings nur seitens des Deutschen Bundes sowie mit dem Schwerpunkt Handel. Eine wie im Film dargestellte eher militärische Kolonialpolitik würde daher eher in das späte 19. Jahrhundert passen.
  - Zwar gab es zur angesetzten Handlungszeit bereits deutsche Kanonenboote – allerdings waren diese optisch noch eher an Segelschiffe angelehnt (vergleiche dazu etwa die Von der Tann) und verkehrten zu dieser Zeit noch nicht in diesen Teilen der Erde.

## Rezeption
- „Aktionsreicher, solide inszenierter Abenteuerfilm mit zahlreichen Schauwerten; ärgerlich durch die in den Vordergrund gerückten Grausamkeiten.“ (Filmdienst)
- „Die Absicht der Macher war wohl: ‚Indiana Jones‘ trifft ‚Die Schatzinsel‘. Das Ergebnis ist eher ‚wirr trifft belanglos‘.“ (TV Spielfilm)
- „Routinewerk, aus dem nur Oscar-Preisträger Tommy Lee Jones (‚Men in Black‘) in Erinnerung bleibt. […] Lauwarm-altmodische Südsee-Kurzweil.“ (Cinema)

## Synchronisation
Die deutsche Synchronisation entstand bei der Elite-Film-Synchron Rudolf Kruschinski GmbH in München unter der Dialogregie von John Pauls-Harding.
| Rolle                     | Darsteller      | Synchronsprecher   |
| ------------------------- | --------------- | ------------------ |
| William Bully Hayes       | Tommy Lee Jones | Wolfgang Hess      |
| Nathaniel Nate Williamson | Michael O’Keefe | ---                |
| Sophie                    | Jenny Seagrove  | Eva Kinsky         |
| Ben Pease                 | Max Phipps      | Hartmut Reck       |
| Graf von Rittenberg       | Grant Tilly     | Horst Naumann      |
| Louis Beck                | Peter Rowley    | Leon Rainer        |
| Mrs. Williamson           | Kate Harcourt   | Margit Weinert     |
| Mr. Blake                 | Bruce Allpress  | Walter Reichelt    |
| Auktionator               | Roy Billing     | Hartmut Neugebauer |
| König von Ponape          | Prince Tui Teka | Donald Arthur      |